# تپه شهداء
تپه شهداء مربوط به هزاره سوم قبل از میلاد است و در شهرستان یاسوج، روستای گنجه‌ای کهنه واقع شده و این اثر در تاریخ ۱۹ دی ۱۳۵۶ با شمارهٔ ثبت ۱۵۵۰ به‌عنوان یکی از آثار ملی ایران به ثبت رسیده است.